# گل‌خورک نواری
گل‌خورک نواری (نام علمی: Periophthalmus argentilineatus) نام گونه‌ای از سرده گل‌خورک‌ماهی است.